# Solvatisierung

Solvatisierung eines Natriumions durch Wasser

Solvatisierung oder auch Solvatation findet in meist flüssigen Lösungen statt. Sie basiert auf einer Attraktion oder Assoziation von Molekülen des Lösungsmittels mit Molekülen oder Ionen des gelösten Stoffes. Eine Wechselwirkung der gelösten Teilchen mit dem Lösungsmittel führt zur Stabilisation der gelösten Teilchen in der Lösung. Diese Wechselwirkungskräfte führen auch zu einer geordneten Struktur der Lösungsmittelmoleküle um das Gelöste und man spricht von einer Solvathülle um die gelösten Teilchen.

## Lösungsmittel und intermolekulare Wechselwirkungen
Solvatation kann prinzipiell durch verschiedene Arten von intermolekularen (bei Ionen auch interatomaren) Wechselwirkungen erfolgen, wie Ion-Dipol-, Dipol-Dipol-, Wasserstoff-Brücken- und  Van-der-Waals-Kräfte. In ionischen Lösungsmitteln können Ion-Ion-Wechselwirkungen auftreten. 
Besonders gute Lösungsmittel sind polare Lösungsmittel, die aufgrund ihrer molekularen Struktur einen elektrischen Dipol besitzen. Wenn sich z. B. Ionen in einem polaren Lösungsmittel befinden, üben sie aufgrund ihrer elektrischen Ladung Kräfte auf die Lösungsmitteldipole aus. Die Dipole des Lösungsmittels richten sich dann in der Regel wie folgt aus:
- in der Nähe von positiven Ionen (Kationen, vgl. Abb.)
  - der negative Pol zum Kation hin
  - der positive Pol vom Kation weg
- in der Nähe von negativen Ionen (Anionen)
  - der positive Pol zum Anion hin
  - der negative Pol vom Anion weg.

Eine wichtige Informationsquelle bei der experimentellen Untersuchung der Ionen-Solvatation ist die kernmagnetische Relaxation, insbesondere die Relaxation von Atomkernen innerhalb der interessierenden Ionen.

### Spezialfall Wasser
Im Spezialfall von Wasser bezeichnet man die Solvatation als Hydratation und die Solvathülle als Hydrathülle. Da die Wasserstruktur durch Wasserstoffbrücken dominiert wird, sind die Strukturen der Hydrathüllen um gelöste Ionen oft komplexer als man nach der einfachen Ion-Dipol-Wechselwirkung, wie oben beschrieben und in der Abbildung gezeigt, erwarten würde.